# Flatoides conformis
Flatoides conformis är en insektsart som beskrevs av Walker 1851. Flatoides conformis ingår i släktet Flatoides och familjen Flatidae. Inga underarter finns listade i Catalogue of Life.